# فتاة كاثوليكية جيدة (فلم)
فتاة كاثوليكية جيدة (بالإنجليزية: A Good Catholic Girl)، هُو فيلم قصير أوغندي صدر سنة 2010.